# Kościół Najświętszego Zbawiciela w Lublinie
Kościół Najświętszego Zbawiciela – rzymskokatolicki kościół rektoralny znajdujący się na terenie cmentarza przy ulicy Unickiej w Lublinie. Wybudowany w roku 1935 jako kaplica pogrzebowa, reprezentuje styl klasycyzującego modernizmu o cechach narodowych w polskim budownictwie sakralnym okresu międzywojennego. Uznany za zabytek architektury.

## Historia kościoła
Po założeniu w 1932 roku nowego cmentarza rzymskokatolickiego przy ulicy Unickiej podjęto decyzję o wybudowaniu na jego terenie dużej kaplicy pogrzebowej, którą wzniesiono w latach 1934–1935. Autorem projektu był lubelski architekt Aleksander Gruchalski. Kaplicę poświęcono 3 listopada 1935 r.
Od 1985 roku kaplica pełni funkcję kościoła rektoralnego pw. Najświętszego Zbawiciela. Na zewnętrznych ścianach świątyni wmurowano rzędy tablic z nazwiskami osób poległych lub pomordowanych w latach 1939–1956.
W roku 2014 Kościół Najświętszego Zbawiciela w Lublinie został wpisany na listę zabytków.

## Architektura
Kościół Najświętszego Zbawiciela w Lublinie zaprojektowany przez Aleksandra Gruchalskiego jako jednonawowa budowla murowana zrealizowany został w klasycyzującym stylu modernistycznym o cechach narodowych. Koncepcja architektoniczna łączyła swobodną interpretację motywów z różnych okresów historycznych.

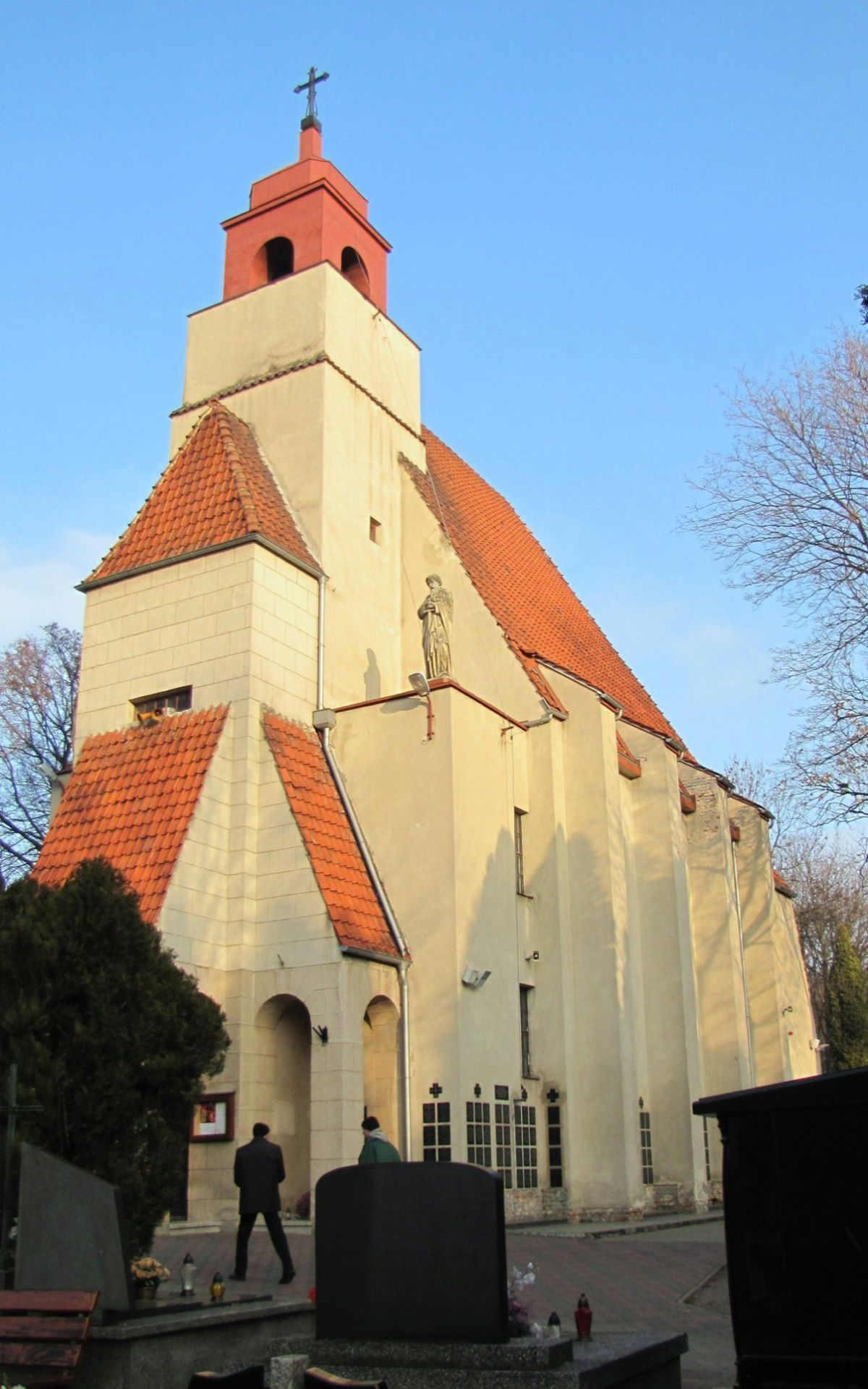
Kościół Najświętszego Zbawiciela – widok od strony cmentarza

O jego zwartej, malowniczej sylwetce decyduje spiętrzony układ proporcjonalnych brył architektonicznych przykrytych stromym dachem z czerwonej dachówki. W ogólnym kształcie z charakterystyczną niewysoką wieżą, wysuniętym ryzalitem kruchty i innymi detalami widoczne są nawiązania do fary w Kazimierzu Dolnym.
Fasadę świątyni zwieńczono po bokach dwoma posągami świętych Apostołów Piotra i Pawła. Kruchta została pokryta tynkiem z boniowaniami sugerującymi ciosy kamienne w kościołach romańskich, ma także arkadowy podcień odwołujący się do tzw. sobót, występujących w dawnym budownictwie drewnianym. Podobne rozwiązanie widnieje w modernistycznym kościele św. Jana Marii Vianney, zbudowanym wcześniej przez tego samego architekta w Polichnie. Nawa lubelskiej kaplicy została otoczona skarpami na wzór kościołów gotyckich. W zewnętrznej części absydy znajduje się nisza mieszcząca rzeźbę, przywołująca tradycje architektury średniowiecznych ogrojców.

### Wnętrze świątyni
Otynkowane na biało wnętrze świątyni ma charakter surowy, pozbawiony zdobień architektonicznych. Łuki oraz sklepienia kolebkowe przypominają kościoły romańskie. W prezbiterium umieszczono witraż przedstawiający Chrystusa Ukrzyżowanego. Po przeciwnej stronie zbudowano chór muzyczny oparty na trzech arkadach.
Wnętrze kościoła posiada kilka ołtarzy. W głównym znajduje się obraz Najświętszego Serca Pana Jezusa. W jednym z ołtarzy bocznych są umieszczone trzy obrazy: Matki Bożej, św. Maksymiliana Marii Kolbego i bł. Marii Teresy Ledóchowskiej. W drugim tzw. chrzcielnym, znajduje się chrzcielnica oraz figury przedstawiające Mieszka I i Dąbrówkę.

### Układ urbanistyczny
Kaplica na cmentarzu przy ul. Unickiej od chwili budowy stanowiła główny akcent założenia przestrzennego nowej nekropolii. W latach 70. XX wieku wybudowanie obwodnicy Lublina spowodowało podział cmentarza na dwie części. Obecnie Kościół Najświętszego Zbawiciela znajduje się w północnej części cmentarza przy głównej alei naprzeciwko wejścia tworząc centralny punkt układu urbanistycznego.